# Pelecopsis palmgreni
Pelecopsis palmgreni är en spindelart som beskrevs av Yuri M. Marusik och Sergei L. Esyunin 1998. Pelecopsis palmgreni ingår i släktet Pelecopsis och familjen täckvävarspindlar. Inga underarter finns listade i Catalogue of Life.